# ミラス＝ボドルム空港

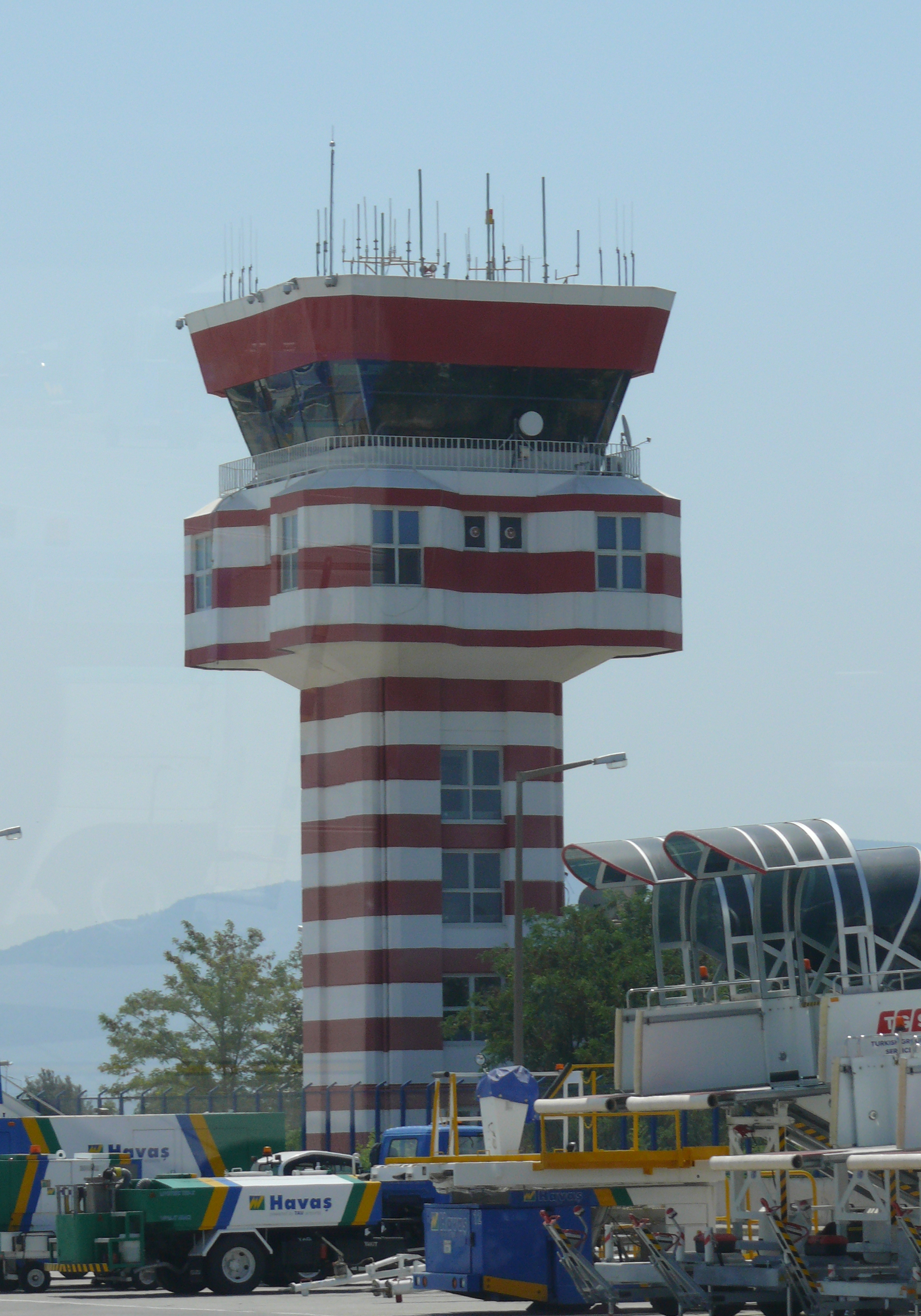
航空管制塔

ミラス＝ボドルム空港（トルコ語: Milas-Bodrum Havaalani、英: Milas–Bodrum Airport）は、トルコ共和国ムーラ県の町ボドルムの北東36km、ミラス（Milas）の南16kmに位置している国際空港である。

## ターミナル
2000年に、国際ターミナルが完成。
2012年6月、年間500万人の乗客を処理するように設計された新しい国際ターミナルがオープンし、旧国際ターミナルは現在国内線専用ターミナルになっている。空港の運営はトルコ政府に代わって空港を運営する民間企業に移管されている。

## 統計

### 利用者数
元のウィキデータクエリを参照してください.